# 西江湾路
西江湾路是中華人民共和國上海市虹口區一條南北走向道路，北起中山北一路，南至橫浜路，全長1565米。道路始建於20世纪初。因道路位於江灣附近，且又位於东江湾路西侧，故得名西江湾路。西江湾路在四川北路至中山北一路一段与东江湾路/西体育会路现为事实上的同一条道路，但并不同名。